# ТЕС Крібі
ТЕС Крібі — теплова електростанція у Камеруні, введена в експлуатацію у 2013 році. На момент спорудження найпотужніша ТЕС країни.
Хоча Камерун віддає перевагу використанню гідроенергетичних ресурсів, проте в кінці 2000-х намітився тимчасовий дефіцит, при тому що завершення нових проектів ГЕС очікувалось лише у другій половині наступного десятиліття. Як наслідок, ухвалили рішення у стислі терміни спорудити теплову електростанцію, котра б використовувала природний газ офшорного родовища Санага-Суд, відкритого ще на початку 1980-х та не введеного в розробку через відсутність споживачів блакитного палива.
Нову електростанцію розташували біля селища Мполонгве, за 9 км на північ від прибережного містечка Крібі (Південна провінція). Станція складається з 13 генераторів фінської компанії Wartsila типу 18V50DF та має загальну потужність 216 МВт. Для видачі продукції спорудили розраховану на роботу під напругою 225 кВ лінію електропередачі довжиною 100 км до підстанції Мангомбе біля Едеа (Літторальна провінція).
Подача газа на станцію відбувається через трубопровід довжиною 18 км, прокладений від берегової установки підготовки родовища Санага-Суд.
Проект реалізувала американська корпорація AES на умовах приватно-державного партнерства.
Існує також проект збільшення потужності станції до 330 МВт шляхом встановлення ще семи газових генераторів.